# Colonizzazione francese delle Americhe
La colonizzazione francese delle Americhe iniziò nel XVI secolo, e continuò nei secoli successivi con la creazione di un impero coloniale nell'emisfero occidentale. La Francia fondò delle colonie nella parte orientale del nord America, in alcune isole dei Caraibi, e in sud America. Le colonie esportavano beni come pesce, zucchero, cotone e pellicce.

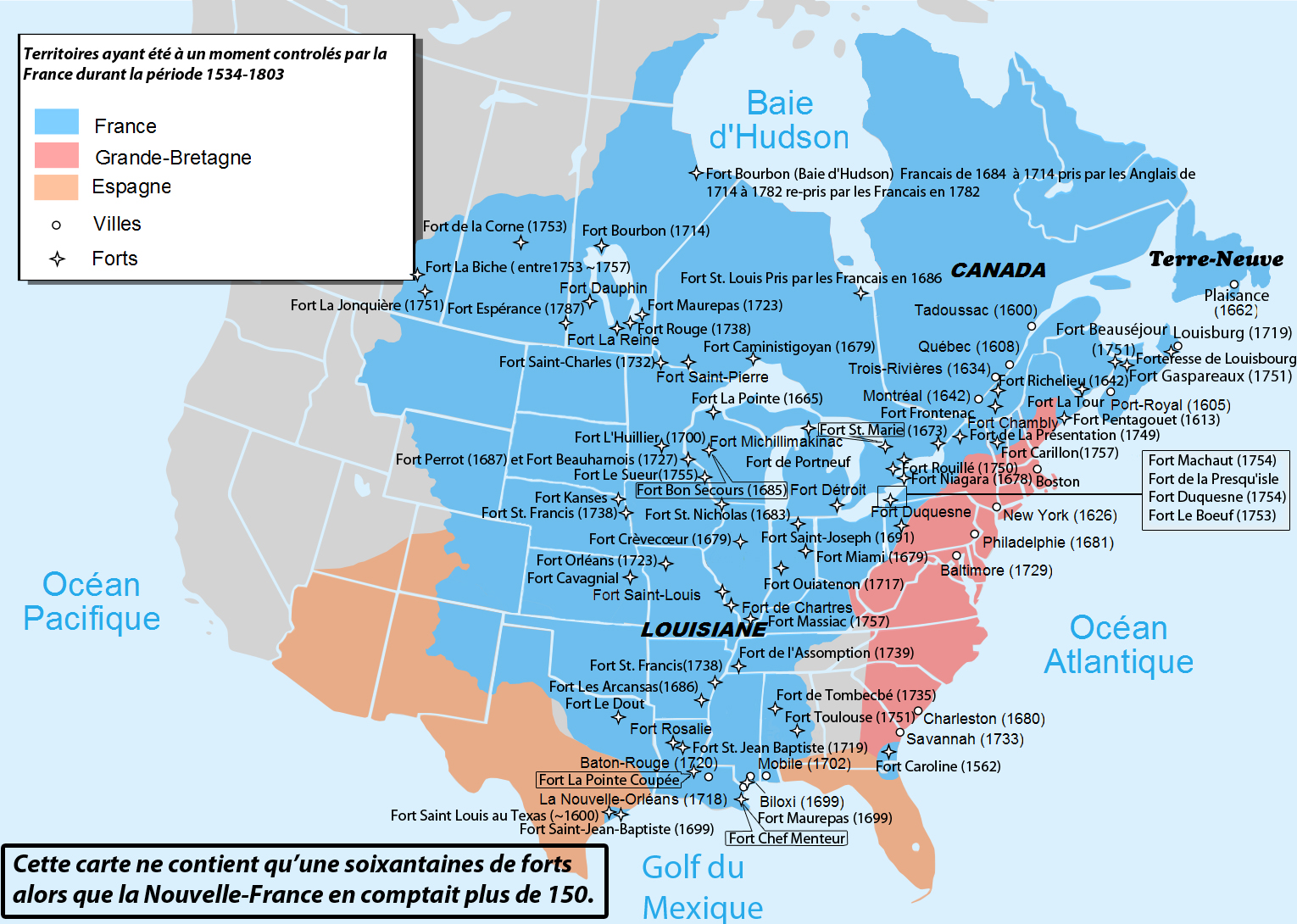
I possedimenti francesi nel continente americano

Nel Nuovo Mondo i francesi stabilirono dei forti e degli accampamenti che in seguito diventarono vere città, come Québec e Montréal in Canada, Detroit, Green Bay, St. Louis, Mobile, Biloxi, Baton Rouge e New Orleans negli Stati Uniti, Port-au-Prince e Cap-Haïtien in Haiti e Cayenna nella Guyana francese.
Tuttora rimangono alla Francia nelle Americhe le Regioni d'oltremare di Guadalupa, della Guyana francese e della Martinica e le Collettività d'oltremare di Saint-Barthélemy, Saint-Martin e Saint-Pierre e Miquelon.

## Nord America
I francesi giunsero nel Nuovo Mondo come esploratori, cercando una via che portasse alla ricchezza che giaceva nell'oceano pacifico. Le spedizioni francesi iniziarono sotto il regno di Francesco I. Nel 1524, Francesco mandò Giovanni da Verrazano a esplorare la regione tra la Florida e il Terranova in cerca di una via che portasse all'oceano pacifico. Verrazano diede i nomi Francesca e Nova Gallia alla terra tra Nuova Spagna e il Terranova inglese.

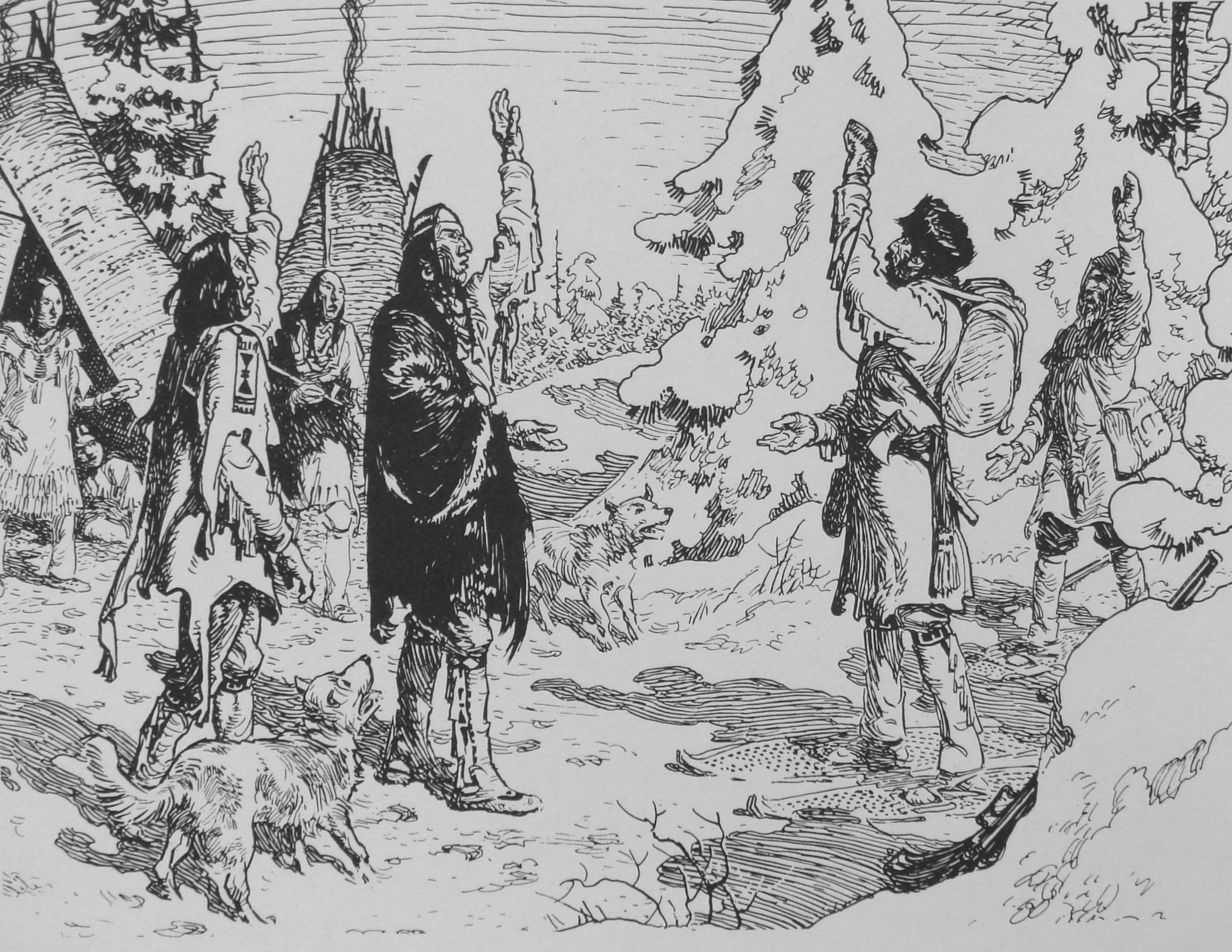
L'arrivo di Radisson in un accampamento indiano nel 1660.

Nel 1534, Francesco I mandò Jacques Cartier in missione nel primo dei tre viaggi per esplorare la costa del Terranova e il fiume San Lorenzo. I francesi provarono poi a stabilire diverse colonie in Nord America che non ebbero successo, a causa del clima, delle malattie e dei conflitti con gli indigeni e con le altre potenze europee. Cartier provò a creare il primo insediamento permanente a Cap-Rouge (Charlesbourg-Royal) nel 1541 con 400 persone, ma l'anno dopo venne abbandonato a causa delle ostilità con gli indiani e del clima. Un piccolo gruppo di truppe francesi vennero mandate a Parris Island, in Carolina del Sud, nel 1562 per costruire Charlesfort, ma se ne andarono dopo circa un anno, a causa dei mancati rifornimenti da parte della Francia. Fort Caroline venne costruito nella stessa zone dove oggi sorge Jacksonville nel 1564, ma resistette solo un anno prima di essere distrutto dagli spagnoli provenienti da St. Augustine. Nel 1599 un trading post venne stabilito a Tadoussac in Québec, ma solo cinque uomini resistettero all'inverno. Nel 1604 Saint Croix Island fu il sito di un insediamento ma anche questo fallì a causa da malattie, come lo scorbuto. Il forte di Saint Louis venne costruito nel 1685 ma tre anni dopo venne abbandonato.
Un grande insediamento francese si trovava sull'isola di Hispaniola, dove la Francia stabilì la colonia di Saint-Domingue sulla parte occidentale dell'isola nel 1664. Chiamata "la perla delle Antille", Saint-Domingue diventò la colonia più ricca dei Caraibi prima che nel 1791 avvenisse la Rivoluzione haitiana, che mise in libertà gli schiavi nel 1794 e portò all'indipendenza della nazione di Haiti un decennio dopo. La Francia dominò anche la parte orientale, Repubblica Dominicana, per un breve periodo.
Le isole che vennero colonizzate in quel periodo furono Dominica, Grenada, Guadalupa, Marie-Galante, Martinica, St. Barthélemy, St. Croix, St. Kitts, Saint Lucia, Saint Martin, Saint Vincent e Tobago. Il controllo di queste isole era in contesa tra Francia, Inghilterra e Olanda; nel caso di St. Martin, l'isola venne divisa in due, situazione che rimase intatta fino ai giorni nostri. La Gran Bretagna conquistò alcune isole durante la Guerra dei sette anni e le Guerre Napoleoniche. Dopo quest'ultimo conflitto la Francia rimase in possesso di Guadalupa, Martinica, Marie-Galante, St. Barthélemy, e una parte di St. Martin.
A Martinica, a differenza di Saint-Domingue, la schiavitù non venne abolita durante la Rivoluzione francese. A Guadalupa gli schiavi vennero liberati nel 1795 ma vennero di nuovo rimessi in schiavitù nel 1802, con un decreto di istituzione della schiavitù di Napoleone.

## Sud America
Dal 1555 al 1567, gli ugonotti francesi, comandati dal vice ammiraglio Nicolas Durand de Villegaignon cercarono di stabilire una colonia chiamata Francia Antartica  (France Antarctique) nel territorio sudamericano appartenente al Portogallo, ma vennero espulsi. Dal 1612 al 1615 ci fu un secondo tentativo di creare un insediamento presso São Luís con la colonia della Francia equinoziale (France équinoxiale). Tutti questi insediamenti erano in violazione della bolla papale del 1493, che aveva diviso le nuove terre tra Spagna e Portogallo; tale divisione venne in seguito definita meglio dal trattato di Tordesillas.
La Guyana francese (Guyane française) venne colonizzata dai francesi nel 1604, anche se inizialmente il territorio venne abbandonato in quanto vi furono molti attacchi da parte degli indigeni e molta gente morì anche a causa di malattie tropicali. L'insediamento di Cayenne venne costruito nel 1643 e in seguito abbandonato e ricostruito nel 1660. Eccetto un periodo di occupazione inglese e olandese nel XVII secolo, e portoghese nel XIX secolo, la Guyana è rimasta sotto il controllo francese. Dal 1851 al 1951 fu sito di una colonia penale, l'isola del diavolo (Île du Diable). Oggi la Guyana è un dipartimento d'oltremare della Francia.
Nel 1860, un avventuriero francese, Orelie-Antoine de Tounens si dichiarò re di Regione dell'Araucanía e Patagonia. Il suo status non venne accettato dalle due nazioni di Cile e Argentina, che lo considerarono un pazzo.